# Cedar Creek, Queensland (Logan och Gold Coast)
Cedar Creek är en del av en befolkad plats i Australien. Den ligger i kommunerna City of Gold Coast och Logan City i delstaten Queensland, omkring 47 kilometer söder om delstatshuvudstaden Brisbane. Antalet invånare är 832.
Närmaste större samhälle är Upper Coomera, omkring 11 kilometer sydost om Cedar Creek.
I omgivningarna runt Cedar Creek växer i huvudsak städsegrön lövskog. Runt Cedar Creek är det ganska tätbefolkat, med 90 invånare per kvadratkilometer. Genomsnittlig årsnederbörd är 1 424 millimeter. Den regnigaste månaden är januari, med i genomsnitt 275 mm nederbörd, och den torraste är oktober, med 21 mm nederbörd.